# Ampelocera pubescens
Ampelocera pubescens là một loài thực vật có hoa trong họ Ulmaceae. Loài này được C.V.Morton mô tả khoa học đầu tiên năm 1958.